# 清城町
清城町（せいしろちょう）は、愛知県半田市の地名。

## 地理
半田市中央部に位置する。西は土井山町、南は北二ツ坂町・雁宿町、北は柊町に接する。

### 河川
- 親池[1]

## 歴史

### 人口の変遷
国勢調査による人口および世帯数の推移。
| 1995年（平成7年）  | 488世帯 1469人 |  |
| 2000年（平成12年） | 497世帯 1428人 |  |
| 2005年（平成17年） | 526世帯 1450人 |  |
| 2010年（平成22年） | 521世帯 1433人 |  |
| 2015年（平成27年） | 522世帯 1376人 |  |
| 2020年（令和2年）  | 566世帯 1423人 |  |

## 施設
- 清城記念館[1]
- 半田市立雁宿小学校[1]
- 愛知県漁連半田海苔共販所[1]
- 清城公園[1]
- 清城保育園[1]
- 雁宿交番[1]
- 朝日新聞社半田通信局[1]

### WEB
1. ↑  “愛知県半田市の町丁・字一覧”.   人口統計ラボ. 2023年11月25日閲覧。
2. 1 2  総務省統計局 (2022年2月10日). “令和2年国勢調査の調査結果(e-Stat) - 男女別人口，外国人人口及び世帯数－町丁・字等” (CSV). 2023年8月2日閲覧。
3. ↑  “愛知県半田市の郵便番号一覧”.   日本郵便. 2023年11月25日閲覧。
4. ↑  “市外局番の一覧” (PDF).   総務省 (2022年3月1日). 2022年3月22日閲覧。
5. ↑  総務省統計局 (2014年3月28日). “平成7年国勢調査の調査結果(e-Stat) - 男女別人口及び世帯数 －町丁・字等” (CSV). 2021年7月20日閲覧。
6. ↑  総務省統計局 (2014年5月30日). “平成12年国勢調査の調査結果(e-Stat) - 男女別人口及び世帯数 －町丁・字等” (CSV). 2021年7月20日閲覧。
7. ↑  総務省統計局 (2014年6月27日). “平成17年国勢調査の調査結果(e-Stat) - 男女別人口及び世帯数 －町丁・字等” (CSV). 2021年7月21日閲覧。
8. ↑  総務省統計局 (2012年1月20日). “平成22年国勢調査の調査結果(e-Stat) - 男女別人口及び世帯数 －町丁・字等” (CSV). 2021年7月21日閲覧。
9. ↑  総務省統計局 (2017年1月27日). “平成27年国勢調査の調査結果(e-Stat) - 男女別人口及び世帯数 －町丁・字等” (CSV). 2021年7月21日閲覧。

### 書籍
1. 1 2 3 4 5 6 7 8 9 10  「角川日本地名大辞典」編纂委員会 1989, p. 1820.